# Ignác Saltzer

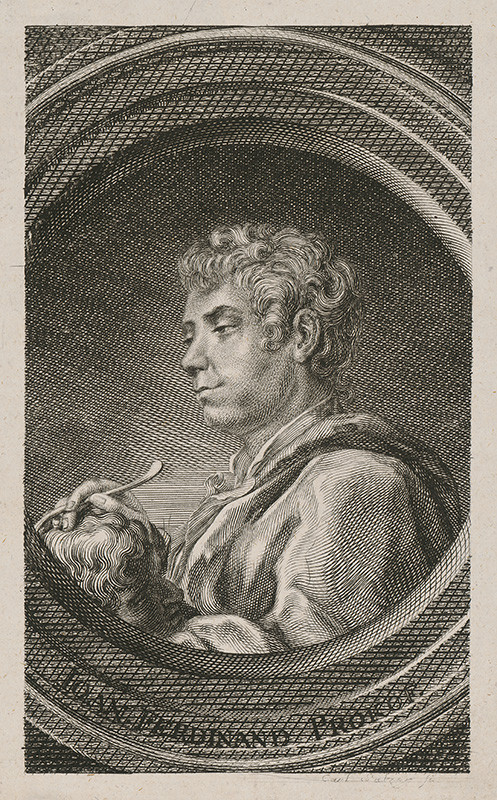
Ignác Saltzer: Podobizna Ferdinanda Maxmiliána Brokoffa (Slovenská Národní galerie)

Ignác Saltzer, též Salcer, Salzer, Sulzer (16. srpna 1728 Přísečnice – 3. září 1806 Praha) byl mědirytec a knižní ilustrátor působící v Praze.

## Život
Pokřtěn byl jako Jan František Ignác, syn Jana Kryštofa Salzera a jeho manželky Marie Barbory Ludmily.
Dva jeho bratři, narození v Přísečnici a působící v Praze (bratři Karel Saltzer a Jan Nepomuk Saltzer) byli též výtvarníci.

## Dílo
Existuje málo děl, které by byly doloženy plnou signaturou Ignáce Salzera, např. část rytin v díle Gelasia Dobnera Wenceslai Hagek a Liboczan Annales Bohemorum. Rytiny bratrů Saltzerů byly též označovány jako společná díla („Saltzer fratres“), bez určení, který z bratrů byl autorem.
Některá díla Ignáce Saltzera jsou ve sbírkách Památníku národního písemnictví.